# Rue de Négreneys
La rue de Négreneys (en occitan : carrièra de Negreneis) est une voie publique de Toulouse, chef-lieu de la région Occitanie, dans le Midi de la France. Elle traverse les quartiers des Minimes et de Barrière-de-Paris dans le secteur 3 - Nord.

## Situation et accès

### Description
La rue de Négreneys est une voie publique. Elle correspond à l'ancien chemin vicinal no 32, dit de Négreneys, qui allait du boulevard des Minimes, le long du canal du Midi, à la route de Launaguet (actuelles rue et impasse de Négreneys, rue Ernest-Renan et chemin des Izards).

### Voies rencontrées
La rue de Négreneys rencontre les voies suivantes, dans l'ordre des numéros croissants (« g » indique que la rue se situe à gauche, « d » à droite) :
1. Boulevard des Minimes
2. Impasse Henri-Murger (g)
3. Rue de Tananarive (d)
4. Rue du Professeur-Léon-Jammes (g)
5. Rue Condeau (g)
6. Rue Salvy (d)
7. Rue Georges-Guynemer (g)
8. Rue de Belleville (d)
9. Rue Pierre-d'Aragon (g)
10. Rue Louis-Vignes (g)
11. Rue d'Eylau (g)
12. Rue Émile-Caffort (d)
13. Rue des Anges (g)
14. Rue de Tunis (d)
15. Rue des Fauvettes (g)
16. Rue des Alouettes (g)
17. Avenue des Mazades (g)
18. Chemin des Linières (d)
19. Rue de Bordeaux (g)
20. Rue Antoine-Puget (d)
21. Rue Jonas (g)
22. Boulevard Pierre-et-Marie-Curie
23. Chemin Cordeau (d)
24. Rue Marie-Claire-de-Catellan (d)
25. Impasse de Négreneys (g)
26. Rue Marie-Claire-de-Catellan

### Transports
La rue de Négreneys est parcourue et desservie, sur toute sa longueur, par la ligne de bus 27. Elle est également desservie, entre le boulevard Pierre-et-Marie-Curie et la rue Marie-Claire-de-Catellan, par les lignes de bus 415960. Ces deux dernières ont d'ailleurs leur terminus sur la place qui se forme au carrefour de la rue Marie-Claire-de-Catellan et de l'impasse de Négreneys, où se trouvera en 2028 la station Lycée Toulouse-Lautrec, sur la ligne de métro . Au sud, la rue de Négreneys débouche sur le boulevard des Minimes, où se trouvent les arrêts des lignes 1527.
Il existe plusieurs stations de vélos en libre-service VélôToulouse le long de la rue de Négreneys et des voies adjacentes : les stations no 111 (38 bis boulevard des Minimes), no 151 (27 boulevard Pierre-et-Marie-Curie) et no 252 (161/163 rue de Négreneys).

## Odonymie
La rue tient son nom du terroir de Négreneys. L'origine n'en est pas complètement claire : au XIVe siècle, il apparaît sous les formes latine nigras noctes et occitane negras neyts ou neits, c'est-à-dire « nuits noires ». Pierre Salies, pourtant, doute d'une telle signification : il la rapproche plutôt de negras nausas, « terres marécageuses noires », ou de negras nauras, « fossés » ou « rigoles noires » en occitan. Progressivement, le nom de Négreneys est donné plus précisément à une métairie qui appartenait aux religieuses du couvent des Onze-Mille-Vierges de Saint-Pantaléon (emplacement des actuels no 3-5 rue Saint-Pantaléon). En 1791, elle fut acquise comme bien national par le pépiniériste Michel Cordeau.
Au XVIe siècle, on désignait comme chemin de Négreneys un itinéraire plus long que la rue actuelle : c'était la voie qui, depuis la porte Arnaud-Bernard (emplacement de l'actuel no 9 bis place Arnaud-Bernard), allait à la Croix-des-Izards (carrefour du chemin des Izards et du chemin de Boudou) et, au-delà, au chemin de Launaguet en passant par le terroir de Négreneys (actuelles rues de la Balance, de Négreneys, Ernest-Renan et chemin des Izards). Progressivement, le nom de chemin de Négreneys se réduisit au cours du XIXe siècle à la seule partie comprise entre le canal du Midi et la place des Trois-Cocus. Finalement, en 1937, la municipalité attribua à la partie nord du chemin, au-delà des voies de la ligne de chemin de fer de Toulouse à Bordeaux, le nom d'Ernest-Renan, la partie sud conservant seule le nom de rue de Négreneys.

## Histoire

### Deuxième moitié duXXesiècle
La cité Négreneys est construite en 1954 par l'Office public HLM de la vile. Elle compte 410 logements. Elle est réhabilitée en 1987. En 2022, Toulouse Métropole Habitat engage un vaste plan de rénovation et de démolition de la cité : le bâtiment Négreneys (50 logements, no 64 rue de Négreneys), le bâtiment Tunis (80 logements, no 47-67 rue de Tunis) et une partie du bâtiment Caffort (30 logements, no 16-18 rue Émile-Caffort) sont démolis, tandis que la tour Caffort (50 logements, no 20 rue Émile-Caffort) et le bâtiment Farman (50 logements, no 1-13 rue Henri-Farman) sont réhabilités.

## Patrimoine et lieux d'intérêt

### Édifices publics

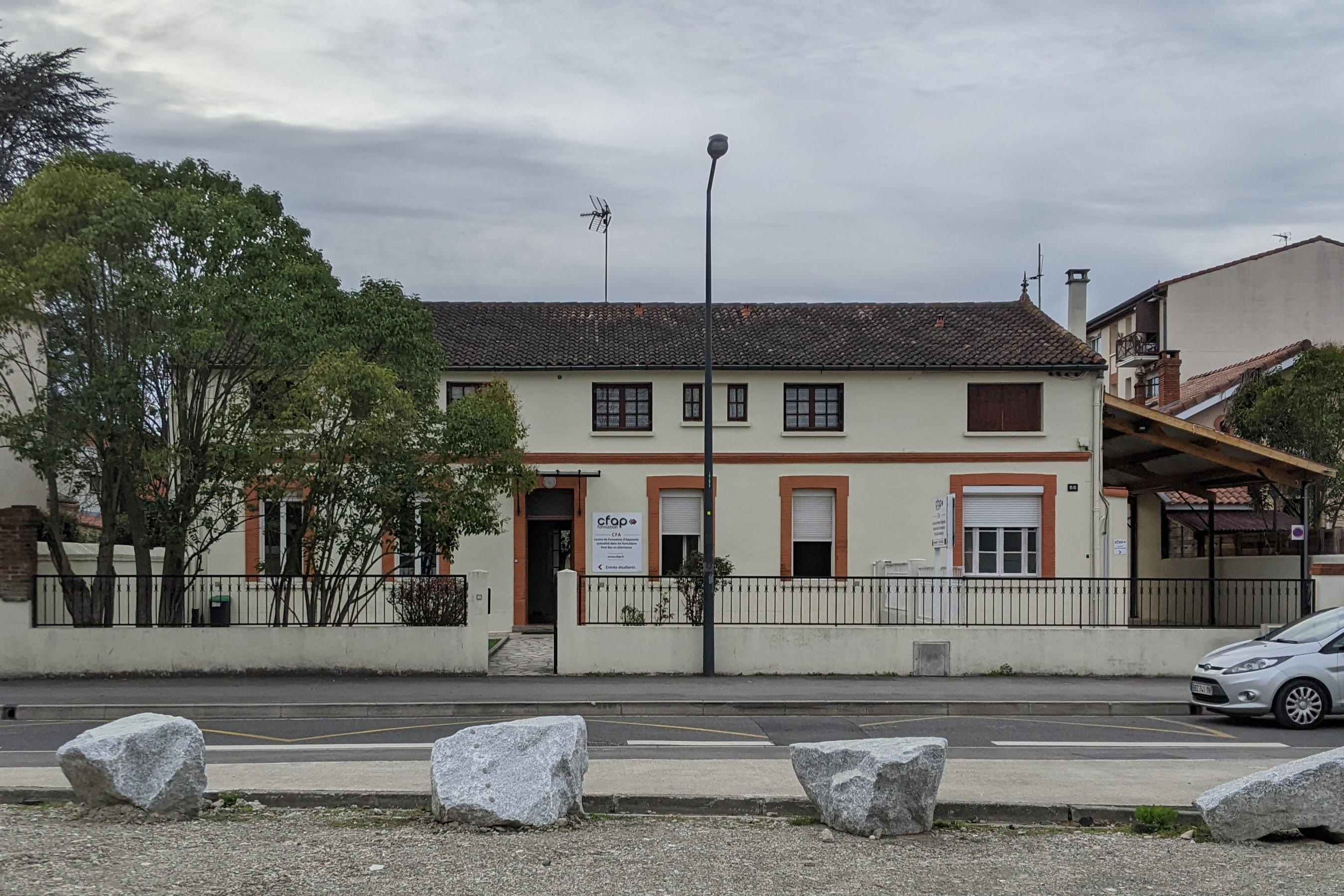
no 55 : CFAP.

- no  50 : Centre départemental de l'enfance et de la famille.
Le foyer Annexe Négreneys est une structure d'accueil[8]. Il dépend du Centre départemental de l’enfance et de la famille de la Haute-Garonne (CDEF 31), établissement public autonome, financée par le conseil départemental, qui contribue à la mission d'aide sociale à l'enfance (actuel no 425 route de Launaguet). Négreneys offre en particulier une structure d'hébergement collectif pour les adolescents âgés de 14 à 18 ans[9].

- no  55 : CFAP (premier quart du XXe siècle)[10].
- no  61 : crèche Négreneys (2010-2011).
- no  157 : lycée Henri-de-Toulouse-Lautrec.

### Maisons et fermes toulousaines
- no  3 : maison toulousaine (deuxième moitié du XIXe siècle)[11].
- no  5 : maison toulousaine (deuxième moitié du XIXe siècle)[12].
- no  7 : maison toulousaine (deuxième moitié du XIXe siècle)[13].
- no  10 : maison toulousaine (premier quart du XXe siècle)[14].
- no  13 : maison toulousaine (premier quart du XXe siècle)[15].
- no  15 : maison toulousaine (premier quart du XXe siècle)[16].
- no  17 : maison toulousaine (premier quart du XXe siècle)[17].
- no  25 : maison toulousaine (deuxième moitié du XIXe siècle)[18].
- no  26 : maison toulousaine (deuxième moitié du XIXe siècle)[19].
- no  31 : maison toulousaine (deuxième moitié du XIXe siècle)[20].
- no  35 : maison toulousaine (deuxième moitié du XIXe siècle)[21].
- no  37 : maison toulousaine (deuxième quart du XXe siècle)[22].
- no  53 : maison toulousaine (premier quart du XXe siècle)[23].
- no  56 : maison toulousaine (premier quart du XXe siècle)[24].
- no  73 : maison toulousaine (premier quart du XXe siècle)[25].
- no  120 : maison toulousaine (premier quart du XXe siècle)[26].
- no  143 : ferme (deuxième moitié du XIXe siècle)[27].
- no  147 : ferme (premier quart du XXe siècle)[28].

### Autres immeubles et maisons

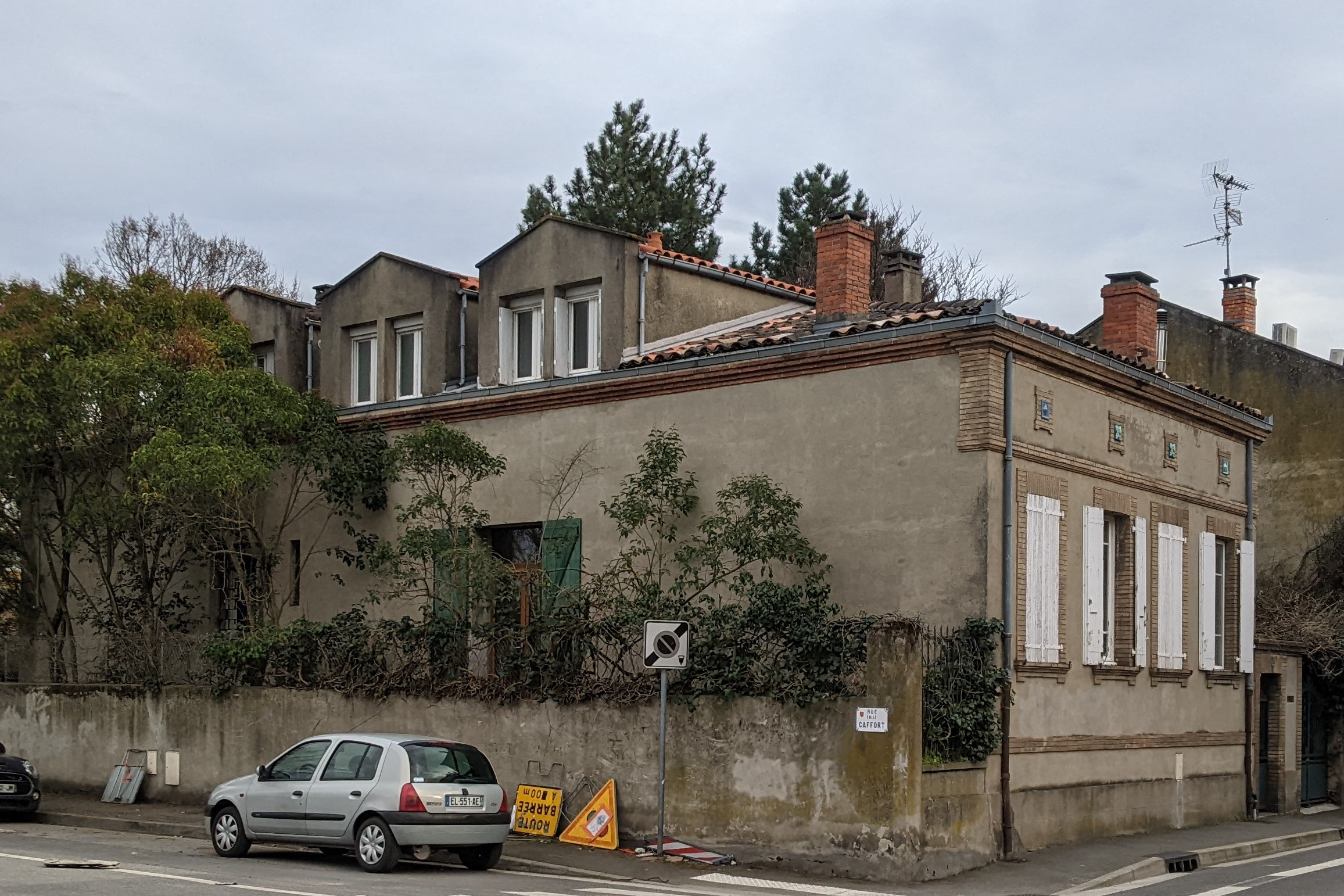
no 60 : maison.

- no  60 : maison (premier quart du XXe siècle)[29].
- no  79 : maison (premier quart du XXe siècle)[30].
- no  87 : maison (deuxième quart du XXe siècle).
- no  109-109 bis : cité des Mazades[31].
- no  121 : maison (premier quart du XXe siècle)[32].
- no  154 : maison (premier quart du XXe siècle)[33].

### Anciens établissements industriels
- no  12 : usine Frou-Frou.
Le bâtiment, construit dans le deuxième quart du XXe siècle, est une ancienne usine de corsets de l'entreprise toulousaine Frou-Frou[34],[35].
- no  58 : parfumerie Sudre (premier quart du XXe siècle)[36].

### Édifices religieux
- no  118 : chapelle Saint-Luc[37].